# 中間裕子
中間 裕子（なかま ゆうこ）は元宝塚歌劇団61期生、総合舞台芸術家である。宝塚在籍時の芸名は愛田 まち（あいだ まち）。

## 略歴
宝塚歌劇団に1975年入団、61期生。宝塚入団時の成績は46人中17位。初舞台公演演目は『春の宝塚踊り/ラムール・ア・パリ』。1976年4月28日、星組配属。1983年2月10日、『こぶし咲く春/ラブ・コネクション』を最後に退団。宝塚在籍中に1978年初演の『アニー』主演を務め、ウォーバック役の若山富三郎と共演した。
その後東京ディズニーリゾートに在籍、ダンサーとして数多くのショーに出演した。ステージを降りてからは振り付け師、演出家として活動。
2009年現在では総合舞台芸術家としてフリーランスで活躍している。